# أنديرس كريستيانسن
أنديرس كريستيانسن (بالبوكمول: Anders Kristiansen) هو لاعب كرة قدم نرويجي، ولد في 17 مارس 1990 في Roaldsøy ‏ في النرويج. لعب مع نادي ساربسبورغ 08.

## وصلات خارجية
- أنديرس كريستيانسن على موقع الاتحاد الأوربي (الإنجليزية)
- أنديرس كريستيانسن على موقع اتحاد النرويج (النرويجية)
- أنديرس كريستيانسن على موقع قاعدة بيانات كرة القدم.إي يو (الإنجليزية)
- أنديرس كريستيانسن على موقع Soccerway.com (الإنجليزية)